# Яковлева, Оксана Николаевна
Окса́на Никола́евна Я́ковлева (укр. Оксана Миколаївна Яковлева; род. 6 октября 1980 года в Дубровке, Россия) — украинская биатлонистка, заслуженный мастер спорта (2007), член национальной сборной команды Украины.

## Общая информация
- Первый год в биатлоне - 1996
- В сборной - 1999
- Клуб - Динамо
- Тренер - Москаленко Александр Николаевич.

## Спортивные достижения
- 2-кратная вице-чемпионка мира
- 4-кратная чемпионка Европы
- 2-кратная вице-чемпионка Европы
- 3-кратная бронзовая призёрка чемпионата Европы
- Чемпионка Европы среди юниоров

## Выступления в Кубке мира
- 1999-2000 - 70 место	(5 очков)
- 2001-2002 - 53 место	(37 очков)
- 2003-2004 - 40 место 	(62 очков)
- 2004-2005 - 67 место	(16 очков)
- 2006-2007 - 74 место	(6 очков)
- 2007-2008 - 67 место	(12 очков)
- 2009-2010 - 95 место	(6 очков)
- По окончании сезона 2009-2010 спортсменка приняла решение о завершении карьеры[1].

## Награды и звания
- Орден княгини Ольги III степени .
- Заслуженный мастер спорта.